# Psychometrika
Psychometrika (občas též psychometrie) je pomocným vědním oborem psychologie, zabývajícím se měřením psychických jevů, jako jsou například osobnostní charakteristiky, postoje, schopnosti, znalosti, posuzování normality a trvání či proměnlivost těchto jevů, stejně jako jejich vzájemnými vztahy. Zaměřuje se jak na teoretické otázky měření v psychologii, tak na přímý vývoj, adaptaci, úpravy a hodnocení psychologických testů. Využívá poznatky více vědních oborů, zejména psychologie osobnosti, psychodiagnostiky, psychologické metodologie a matematické statistiky.

## Metody a cíle psychometriky
Psychometrika se zabývá dvěma výzkumnými úkoly: prakticky se snaží o konstrukci nových metod a prostředků měření, a na teoretické úrovni se pak snaží vylepšovat a vytvářet lepší teoretické modely a přístupy, které jsou ke konstrukci metod používány. Vzhledem ke svému charakteru používá zejména "kvantitativní" měřící techniky jako testy, dotazníky apod., ale je používána i pro ověřování validity tzv. "kvalitativního" přístupu, například k určení shody pozorovatelů ve výzkumu, podpoře psychosémantiky apod.
Psychometrika je klíčová pro obory psychologické diagnostiky, tedy oblasti klinické psychologie, poradenství či oblasti lidských zdrojů, kde slouží k odlišení nemocných osob od zdravých nebo k posouzení vhodnosti k některému zaměstnání. Na statistických podkladech však vyrostly celé oblasti psychologie, jako například diferenciální psychologie (součást psychologie osobnosti). Některé dosud rozšířené psychologické teorie tak byly zkonstruovány přímo s využitím psychometrických poznatků. Ve starší psychometrické literatuře proto býval odlišen "psychometrický" a "klinický" přístup - klinický byl zaměřen na konkrétní osobu s využitím libovolných dostupných dat a zaměřením se na co nejširší spektrum jevů, kdežto psychometrický přístup dbal na formalizované zkoumání konstruktů předem stanovených na základě teorie .
Základním předpokladem psychometriky je, že je možné různé psychické jevy jednoznačně kvantifikovat a klasifikovat, a následně měřit míru jejich množství či kvality. Je samozřejmé, že celý postup je do určité míry pouze relativní, a proto se psychometrika snaží také o určení míry této relativity či přesnosti postupu.

## Historie a okolnosti vzniku

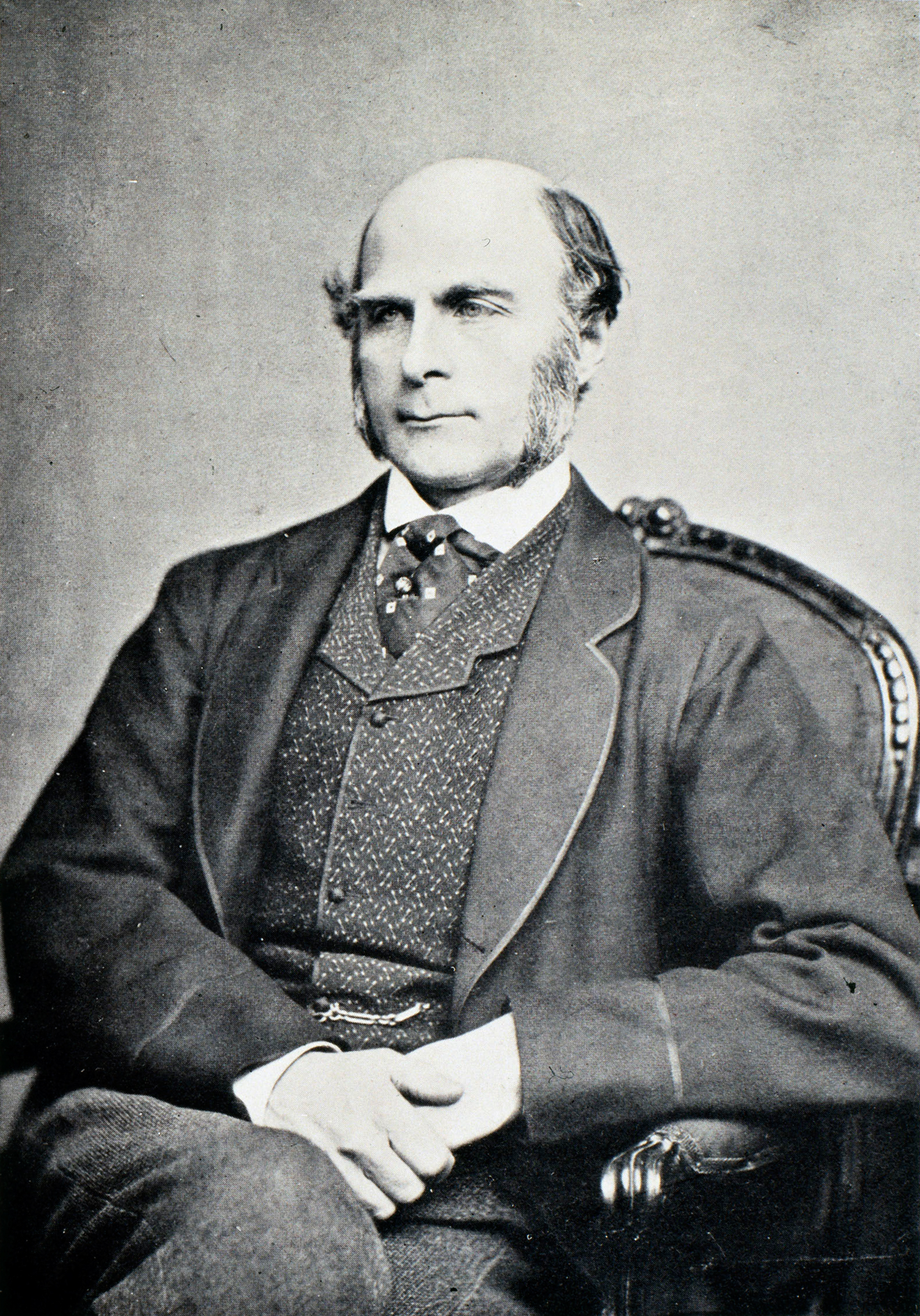
Francis Galton, označovaný jako zakladatel psychometriky

Historie psychometriky se datuje zhruba od konce 19. století, kdy se zájem psychologie začal obracet od společných rysů lidského vědomí a myšlení k jejich vzájemných rozdílům. "Otcem psychometriky" bývá občas nazýván britský vědec sir Francis Galton, který jako první zkoumal rozdíly v lidském myšlení v rámci svých antropologických výzkumů. Vymyslel rozsáhlejší používání dotazníků a anketních průzkumů, zabýval se studiem inteligence a je autorem pojmů jako korelace nebo směrodatná odchylka (60. léta 19. století) v rámci objevu regrese k průměru, z nějž se později vyvinula regresní analýza. Tyto poznatky objevil během výzkumů dědičnosti, na jejichž základě se stal průkopníkem eugeniky, a také při srovnávání jednotlivých fyzických a psychických vlastností.
Další dva hlavní průkopníci psychometriky prošli známou psychologickou laboratoří v Lipsku pod vedením Wilhelma Wundta (je zajímavé, že samotný Wundt se zaměřoval spíše na hledání obecných zákonitostí). V roce 1886 publikoval James McKeen Cattell zprávu o individuálních rozdílech v reakcích elementárních funkcí psychiky a osobnosti (například rychlost pohybů). Druhým z nich byl Charles Spearman, známý zejména jako autor Spearmanova koeficientu nebo jako jeden ze zakladatelů faktorové analýzy. Celá první fáze vývoje oboru psychometriky však byla vázána zejména na výzkum inteligence, který ovlivnila doposud - příkladem může být Alfred Binet a dodnes používaný Stanford-Binetův inteligenční test. Naopak za příklad aplikace psychometrickým poznatků na studium osobnosti může sloužit britský psycholog Raymond Cattell.
Je nutné zmínit, že psychometrika nemá nic společného s paranormální psychometrií, která popisuje údajnou, reálně neexistující dovednost či schopnost "číst minulost" z neživých předmětů (například dopisů) a odhalovat tak historii osob k nim se vážícím..

## Oblasti využití
Jak již bylo řečeno, psychometrika byla zpočátku využívána zejména při výzkumech inteligence. Právě francouzský psycholog Alfréd Binet (spolu s různými spolupracovníky, zejména s Théodorem Simonem) sestavil počátkem 20. století první inteligenční testy, dnes nejznámější ve verzi Stanford-Binetův inteligenční test. Ve svých výzkumech předpokládal existenci tzv. G-faktoru, jakési univerzální rozumové schopnosti (dnes se častěji uvažuje o inteligenci složené z více dílčích faktorů). Současně Binet operoval také s mentálním věkem, který nemusel být totožný s reálným, fyzickým věkem dítěte. Rozšíření tohoto konceptu přinesl roku 1912 William Stern, který mentální věk dítěte vydělil jeho chronologickým věkem, a získal tak inteligenční kvocient (dnes se k jeho stanovení zpravidla používá jiného postupu). I přes mnohé nedostatky, které jsou v současnosti testům inteligence vytýkány (nepřesnost měření, špatná predikce životního či školního úspěchu, nejistota ohledně toho, co testy vlastně měří a mnohých dalších)  i dnes mohou sloužit svému účelu při psychodiagnostice a jejich hodnota je také zejména v psychometrickém přínosu, který postupně vznikal při jejich vývoji.
Psychometrika bývá používána kromě inteligence i k měření dovedností jako čtení, psaní, konkrétních kognitivních schopností (jako například dovednost obrazové abstrakce) a dalších. Oproti zkoumání klasické inteligence se v tomto případě psychometrická technika zaměřuje na zjištění konkrétní dovednosti či schopnosti, která může být lépe teoreticky popsaná, a její měření tak může být přesnější, efektivnější a validnější. V poslední době se v této oblasti pomalu upouští také od přístupu v rámci klasické testové teorie (tzv. CTT - Classical Test Theory) a využívá se spíše modernějších postupů, jako Teorie odpovědi na položku (tzv. IRT - Item Response Theory).
Kromě výše uvedených "výkonnostních testů" (kde u každé samostatné odpovědi lze posoudit, zda je dobrá či špatná) se psychometrika hojně používá v rámci psychologie osobnosti v diferenciální psychologii k tzv. osobnostním testům. Existuje mnoho konceptů měřících osobnost na základě například faktorové analýzy či jiných postupů. Právě faktorová analýza použitá pro roztřídění a kategorizaci zájmen popisujících osobnost člověka dala vzniknout koncepci Big Five, definující osobnost v pěti dimenzích: neuroticismus, extraverze, otevřenost, příjemnost, svědomitost. Dalšími koncepty, fungujícími na podobném principu, jsou například dotazníky MMPI k určení diagnózy mentálního zdraví a nemoci nebo MBTI, který vychází z teorií C. G. Junga a používá se hojně v kariérním poradenství a při výběru zaměstnanců.

## Hlavní teoretické přístupy
V současnosti existují dva hlavní teoretické koncepty. Jako první byla ustanovena klasická testová teorie (CTT), v základních modelech poměrně nenáročná na výpočet. V 50. a 60. letech pak začaly vznikat první modely teorie odpovědi na položku (IRT), které však větší rozvoj zažily až v letech 70. a 80. v souvislosti s rozšiřováním počítačových technologií, zrychlujícími velmi složité pravděpodobnostní výpočty. Matematicky obdobné teorii IRT, ale rozdílné z hlediska teoretického přístupu, jsou potom Raschovy modely jako nejjednodušší příklad IRT.

### Klasická testová teorie
Klasická testová teorie vychází z běžného měření v přírodních vědách. Základní axiom vychází z toho, že naměřený skór je součet reálné hodnoty měřeného objektu a odchylky měření. Ta může být dána chybou či nepřesností měřícího nástroje, intervenujícími proměnnými, špatným pozorováním nebo i prostou náhodou. Základními pojmy klasické testové teorie jsou proto rozptyl a korelace, které jsou používány při většině výpočtů.

### Teorie odpovědi na položku
Teorie odpovědi na položku vychází z jiného paradigmatu. Neporovnává respondenty se sebou navzájem, ale vůči kritériu. Jinými slovy udává pravděpodobnost, s jakou respondent na určité úrovni znalostí odpoví správně. Čím větší jsou jeho znalosti, tím větší je pravděpodobnost, že odpověď bude skutečně správná - a naopak. Operuje proto s pojmem latentní rys - konkrétní odpovědi (například a, b, c, d na konkrétní otázku, nebo skór 10/15 správných otázek z celého testu) jsou pak manifestací právě tohoto latentního rysu. Hlavními průkopníky tohoto přístupy byli psycholog Frederic M. Lord, matematik Georg Rasch a sociolog Paul Felix Lazarsfeld, který každý zvlášť prováděli své vlastní výzkumy na podobná témata.
Obě metody se vzájemně doplňují, obecně však bývá IRT považována za rozšíření a vylepšení konceptu CTT.

### Další přístupy
Mezi další přístupy k teorii měření v psychologii a příbuzných oborech lze řadit teorii zobecnitelnosti jako rozšíření CTT, které rozkládá chybu měření podle jejího zdroje, rozšíření IRT v opodobě teorie vědomostních prostorů a dalších logistických probabilistických modelů či tzv. spojité měření (zobecněný Raschův model, byť historie jeho vývoje je do jisté míry odlišná), které v současné době však nedokáže uspokojivým způsobem zpracovat chybu měření.

## Měření a jeho přesnost
Hlavní starostí psychometriky je zajistit přesnost měření. Ani v přírodních vědách, natož v sociálních, nelze jednoznačně říci, že něco někam patří, že něco spolu souvisí apod. Vždy je přítomna určitá míra nahodilosti a náhodnosti, vždy také existuje problém v naprosto přesném definování daného jevu. Ve fyzice je evidentní, co vyjadřuje pojem rychlost, a je snadné jej změřit. Jak ale změřit například kvalitu vzdělání? Proto je v sociálních vědách nutné uvažovat vždy v mezích pravděpodobnosti a vyvíjet složité nástroje popisu jevů, stavů a jejich relací a k jejich popisu bývá používáno modernějších matematických nástrojů, jako například fuzzy množin. Aby totiž bylo měření smysluplné, musí být jednoznačné a musí být možné odhadnout jeho spolehlivost - a ona jednoznačnost je dána právě použitým statistickým konceptem. Proces, který takové smysluplné měření zajišťuje, se nazývá standardizace, a v jejím rámci se snaží výzkumník odhalit a kontrolovat všechny možné chyby v měření. Část z nich je prováděna kvalitativní cestou, část z nich využívá přímé statistické postupy.
Dva hlavní ukazatele objektivity měření (kontrolují chyby měřícího nástroje) jsou reliabilita a validita.
- Reliabilita, česky občas předkládaná jako spolehlivost, udává přesnost měření, kvalitu měřícího nástroje, lze ji také definovat jako relativní nepřítomnost chyby při měření. Za její projevy lze považovat stabilitu výsledků u respondenta během postupu času, vnitřní konzistenci v testu (tedy to, že položky, které by měly spolu souviset podle teorie, spolu korelují i u respondentů), shodu paralelních forem testu (za předpokladu, kdy má test například dvě odlišné varianty) a mnoho dalších. Reliabilita též znamená odpověď na otázku, jak přesně zkoumáme to, co chceme zkoumat.
- Validita určuje shodu zaměření měřícího nástroje a účelu měření. Je tedy odpovědí na otázku, zda zkoumáme to, co jsme zkoumat chtěli. Určuje tedy shodu výsledku měření s kritériem (jiný test, přímé pozorování apod.), schopnost predikce (např. zda hodnocení u přijímacích zkoušek na vysokou školu odpovídá následnému prospěchu studenta) atd.

Validita se tedy dívá od výsledku měření směrem ven, k reálnému životu, kdežto reliabilita naopak dovnitř, do konstrukce testové metody. Reliabilita je podmínkou validního výzkumu, což ale neplatí naopak. Většinu příkladů reliability a validity je možné statisticky testovat rozličnými nástroji. Kromě nich je však ještě důležitým pojmem objektivita, označující chyby vztažené k pozorovateli - například jeho neschopnost správně vyhodnotit data, vzniklou předsudky či efektem očekávání. Mezi zdroje jejího narušení patří mimo jiné i zneužití měřícího nástroje, a to záměrné i nezáměrné. V běžné praxi se udržení objektivity řeší zpravidla obecnými požadavky na standardizaci měření, například přesnému zadání tázacích formulí při administraci testu apod.